# Chef de l'opposition officielle (Manitoba)
Pour les articles homonymes, voir Chef de l'opposition officielle.
Le chef de l'opposition est, au Manitoba, le député qui dirige le parti politique reconnu comme l'opposition officielle de l'Assemblée législative du Manitoba. Ce statut revient généralement au chef du deuxième parti de l'Assemblée.
Wayne Ewansko, chef par intérim du Parti progressiste-conservateur du Manitoba, est l'actuel chef de l'opposition officielle du Manitoba.

Note : Cette liste est incomplète; il y a des écarts entre certains dirigeants.

## Liste
- Parti conservateur / Parti progressiste-conservateur
- Parti libéral
- Nouveau Parti démocratique
- Manitoba CCF

| Chef de l'opposition | Chef de l'opposition | Chef de l'opposition        | Parti                     | Début | Fin    |
| -------------------- | -------------------- | --------------------------- | ------------------------- | ----- | ------ |
|                      |                      | John Norquay                | Conservateur              | 1888  | 1889   |
|                      |                      | Rodmond Roblin              | Conservateur              | 1890  | 1892   |
|                      |                      | William Alexander Macdonald | Conservateur              | 1892  | 1893   |
|                      |                      | John Andrew Davidson        | Conservateur              | 1893  | 1894   |
|                      |                      | James Fisher                | Indépendant               | 1894  | 1896   |
|                      |                      | Rodmond Palen Roblin        | Conservateur              | 1896  | 1900   |
|                      |                      | Thomas Greenway             | Libéral                   | 1900  | 1904   |
|                      |                      | Charles Mickle              | Libéral                   | 1904  | 1906   |
|                      |                      | Charles Mickle              | Libéral                   | 1908  | 1909   |
|                      |                      | Tobias Crawford Norris      | Libéral                   | 1910  | 1915   |
|                      |                      | Albert Prefontaine          | Conservateur              | 1915  | 1920   |
|                      |                      | Inconnu                     | Conservateur              | 1920  | 1922   |
|                      |                      | Tobias Crawford Norris      | Libéral                   | 1922  | 1927   |
|                      |                      | Fawcett Taylor              | Conservateur              | 1927  | 1933   |
|                      |                      | William Sanford Evans       | Conservateur              | 1933  | 1936   |
|                      |                      | Errick F. Willis            | Conservateur              | 1936  | 1940   |
|                      |                      | Lewis Stubbs                | Indépendant               | 1940  | 1941   |
|                      |                      | Huntly Ketchen              | Progressiste-conservateur | 1941  | 1943   |
|                      |                      | Seymour Farmer              | CCF                       | 1943  | 1947   |
|                      |                      | Edwin Hansford              | CCF                       | 1948  | 1950   |
|                      |                      | Errick F. Willis            | Progressiste-conservateur | 1950  | 1954   |
|                      |                      | Dufferin Roblin             | Progressiste-conservateur | 1954  | 1958   |
|                      |                      | Douglas Lloyd Campbell      | Libéral                   | 1958  | 1961   |
|                      |                      | Gildas Molgat               | Libéral                   | 1961  | 1969   |
|                      |                      | Walter Weir                 | Progressiste-conservateur | 1969  | 1971   |
|                      |                      | Sidney Spivak               | Progressiste-conservateur | 1971  | 1975   |
|                      |                      | Donald Craik                | Progressiste-conservateur | 1975  | 1976   |
|                      |                      | Sterling Lyon               | Progressiste-conservateur | 1976  | 1977   |
|                      |                      | Edward Schreyer             | NPD                       | 1977  | 1979   |
|                      |                      | Howard Pawley               | NPD                       | 1979  | 1981   |
|                      |                      | Sterling Lyon               | Progressiste-conservateur | 1981  | 1983   |
|                      |                      | Gary Filmon                 | Progressiste-conservateur | 1983  | 1988   |
|                      |                      | Sharon Carstairs            | Libéral                   | 1988  | 1990   |
|                      |                      | Gary Doer                   | NPD                       | 1990  | 1999   |
|                      |                      | Gary Filmon                 | Progressiste-conservateur | 1999  | 2000   |
|                      |                      | Bonnie Mitchelson           | Progressiste-conservateur | 2000  | 2000   |
|                      |                      | Stuart Murray               | Progressiste-conservateur | 2000  | 2006   |
|                      |                      | Hugh McFadyen               | Progressiste-conservateur | 2006  | 2012   |
|                      |                      | Brian Pallister             | Progressiste-conservateur | 2012  | 2016   |
|                      |                      | Flor Marcelino              | NPD                       | 2016  | 2017   |
|                      |                      | Wab Kinew                   | NPD                       | 2017  | 2023   |
|                      |                      | Heather Stefanson           | Progressiste-conservateur | 2023  | 2024   |
|                      |                      | Wayne Ewasko (en)           | Progressiste-conservateur | 2024  | actuel |